# Bodianus tanyokidus
Bodianus tanyokidus is een  straalvinnige vissensoort uit de familie van lipvissen (Labridae). De wetenschappelijke naam van de soort is voor het eerst geldig gepubliceerd in 1981 door Gomon & Madden.
De soort staat op de Rode Lijst van de IUCN als Onzeker, beoordelingsjaar 2008.